# Michael Deuerling
Michael Deuerling (* 12. Dezember 1962 in Offenbach) ist ein deutscher Fußballtrainer und ehemaliger Fußballspieler.

## Karriere
Deuerling wuchs im nordhessischen Twistetal auf und kam über den TSV Berndorf zum SV Korbach, wo er ab der B-Jugend in der Jugendleistungsklasse spielte.
Nachdem er mit 17 Jahren sein Debüt in der Seniorenmannschaft des SV 09 Korbach hatte und in der folgenden Saison Meister und Torschützenkönig in der Bezirksoberliga wurde, verpflichtete ihn 1983 auf Empfehlung des damaligen Trainers Timo Konietzka der Zweitligist KSV Hessen Kasel. Dort spielte er im Sturm sowie im offensiven Mittelfeld. 1985 rutschte er mit Kassel unter Trainer Jörg Berger durch eine 0:2-Niederlage am letzten Spieltag beim 1. FC Nürnberg vom ersten auf den vierten Tabellenplatz und verpasste den Aufstieg in die Bundesliga somit denkbar knapp. Nach dem Abstieg aus der zweiten Liga 1987 wechselte Deuerling zum SSV Ulm. Bereits am dritten Spieltag beim SC Freiburg zog sich Deuerling einen Kreuzbandriss zu und musste einige Operationen über sich ergehen lassen. Insgesamt kam er in der zweiten Liga auf 127 Einsätze und erzielte dabei 14 Tore.
1989 wechselte Deuerling zum damaligen Hessenligisten Spvgg 05 Bad Homburg.

### Tätigkeit als Trainer
Im Jahr 1996 erwarb er in der Sportschule Hennef die A-Lizenz und trainierte in der Folge bei KEWA Wachenbuchen, Eintracht Sportfreunde Windecken, FV Bad Vilbel II und den FC Weißkirchen. Mit der SG Ober-Erlenbach (200?) und der Usinger TSG (2010) wurde er jeweils Meister der Gruppenliga Frankfurt/West und stieg in der Verbandsliga Süd auf. Dort wurde er mit der Usinger TSG in der Saison 2012/2013 Vizemeister und scheiterte nur knapp in der Relegationsrunde zum Aufstieg in die Hessenliga. Im gleichen Jahr wurde er bei der Sportlerwahl des Hochtaunuskreises zum „Trainer des Jahres“ gewählt.

## Privates
1989 begann Deuerling nach dem Wechsel zur Spvgg 05 Bad Homburg eine Banklehre bei der Taunus Sparkasse und ist dort bis heute als Zweigstellenleiter tätig. Er lebt mit Ehefrau und Tochter in Bad Homburg.